# Китнер, Максимилиан Иеронимович

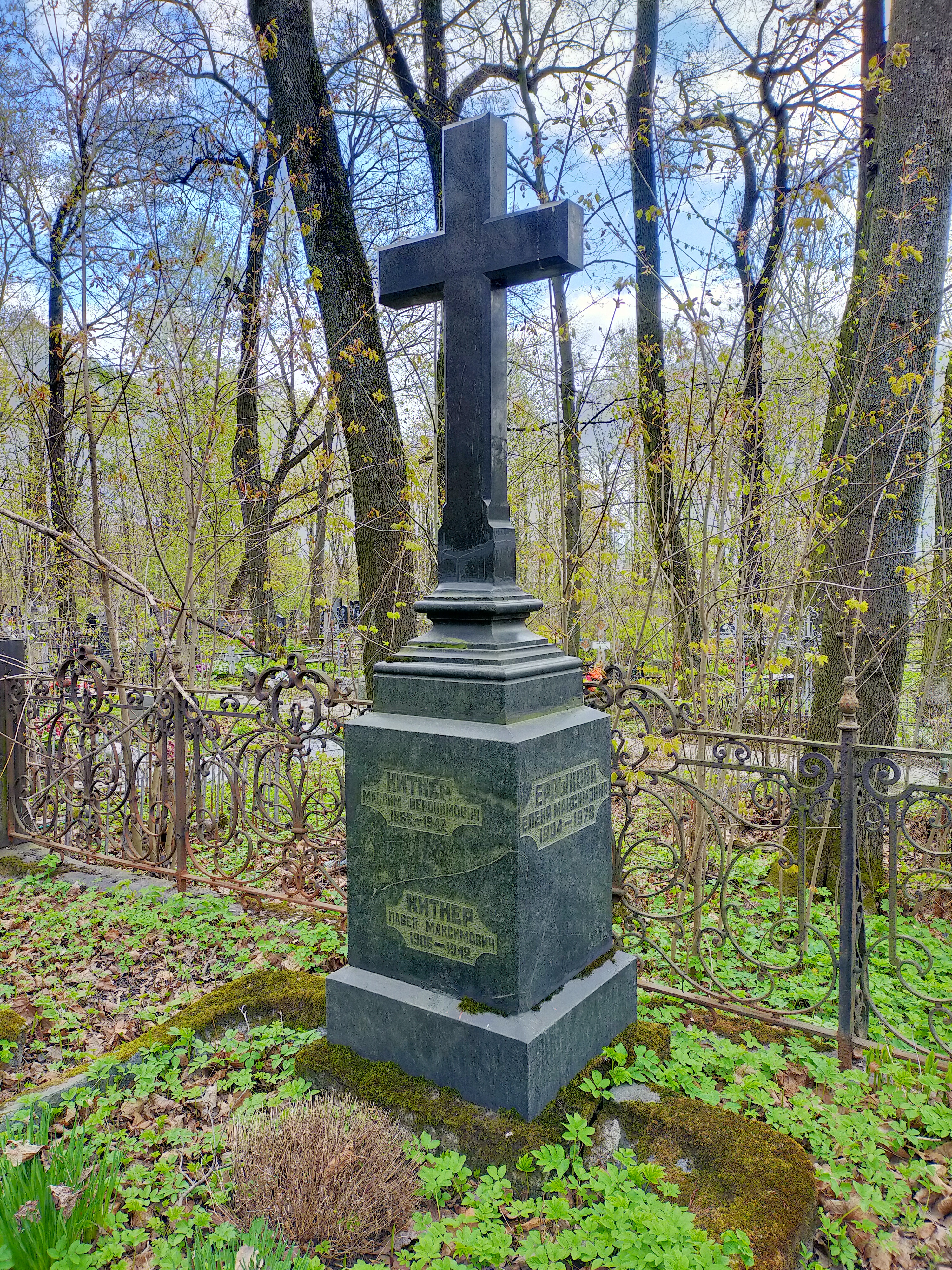
Архитектор М. И. Китнер (1868-1942), семейное захоронение на Волковском лютеранском кладбище

Максимилиан Иеронимович Китнер (1868—1942) — русский архитектор.

## Биография
Максимилиан Иеронимович Китнер — сын известного петербургского архитектора И. С. Китнера. Окончил Высшее художественное училище при Императорской Академии художеств (1897).
Строил здания в стиле модерн.
Работал помощником у В. А. Шретера, участвовал в постройке театра в Киеве. В 1901—1904 спроектировал и построил городскую детскую больницу в Санкт-Петербурге.
С 1908 преподавал, занимался составление чертежей и смет в школе десятников. В 1911—1912 руководил перестройкой казарм лейб-гусарского полка в Царском Селе.
После революции 1917 года работал в отделе коммунального хозяйства Петросовета. С 1920 года был членом комитета по жилому строительству при Петроградском Губпрофсовете, занимался вопросами восстановления жилого фонда. В 1925—1927 годах участвовал в постройке Выборгского Дворца культуры в Ленинграде. Руководил строительством Батенинского жилищного массива, затем Дома бывших политкаторжан. Последней его архитектурной работой стало монументальное здание Гипробума на проспекте Огородникова.
С 1939 года работал в Госстройконтроле Ленгорсовета. Погиб в мае 1942 года во время блокады Ленинграда. Похоронен на Волковском лютеранском кладбище.

## Проекты
- Большой Сампсониевский проспект, д.№ 65 — Литовская улица, д. 2 — улица Александра Матросова, д.№ 3 — комплекс зданий Городской детской больницы. 1901—1905. В настоящее время входит в комплекс Педиатрического университета.
- Проспект Добролюбова, д. 8/Зоологический переулок, д. 1-3, правая часть,  памятник архитектуры[2][3] — доходный дом А. А. Шретера, 1902—1903.
- 13-я Красноармейская улица, д. 9 — доходный дом. 1904.
- Рижский проспект, д. 58 — здание Гипробума в Ленинграде. 1939.
- Улица Комиссара Смирнова, 15,  памятник архитектуры[2][3] — Выборгский Дворец культуры — здание в стиле конструктивизма построено в 1927 году, архитекторы А. И. Гегелло, Д. Л. Кричевский, М. И. Китнер[2]. В комплекс ДК включено имеющееся здание: жилой дом Выборгского товарищества для устройства постоянных квартир, построенное в 1913—1916 годах по проекту В. В. Старостина и А. И. Зазерского.